# ليو زهين
ليو زهين (بالصينية: 刘振) هو مجدف صيني، ولد في 22 يونيو 1982 في بانجين في الصين.

## وصلات خارجية
- ليو زهين على موقع الاتحاد الدولي للتجديف (الإنجليزية)
- ليو زهين على موقع أوليمبيديا (الإنجليزية)
- ليو زهين على موقع اللجنة الأولمبية الصينية (الإنجليزية)